# Dacia Logan
Dacia Logan är en rumänsk småbil från Dacia i lågprisklassen som presenterades 2004.
Grundmodellen är en fyradörrars sedan. Därutöver finns Dacia Logan som kombi med modellbeteckningen Dacia Logan MCV som även finns i en version som skåpbil, samt som pickup. Renault äger Dacia och Logan bygger på plattformen från Renault Clio III och många av bilens komponenter är hämtade från Renaultmodeller. Logans huvudmarknader ligger i Östeuropa och Ryssland och huvudkonkurrenterna finner man hos Lada och Daewoo, men modellen har även skördat framgångar i Västeuropa - särskilt kombimodellen MCV (Multi Convivial Vehicle). Den ordinarie Logan-modellen saluförs inte i Sverige, men däremot MCV-, Pickup- och Van-modellerna. Logan tillverkas även på licens av indiska Mahindra. Denna modell, Mahindra Renault Logan, är Mahindras första icke-SUV-personbil. I Mexiko säljs den även som Nissan Aprio. Modellen licenstillverkas även i Iran där den säljs som Renault Tondar 90. Sedan 2012 tillverkas en modifierad version av Dacia Logan MCV av AvtoVAZ som Lada Largus.
I Västeuropa säljs den med ABS-bromsar och fler krockkuddar, men då till ett betydligt högre pris. Dacia Logan tilldelades tre stjärnor av fem möjliga i Euro NCAPs krocktest.
2005 tilldelades bilen utmärkelsen Autobest.
Dacia Logan genomgick en mindre omdesign, så kallat ansiktslyft till 2009 års modell. Utformningen på kylargrillen är annorlunda och bilen har fått något rundare former. Interiören (instrumentpanelen är hämtad från Dacia Sandero) är också moderniserad.

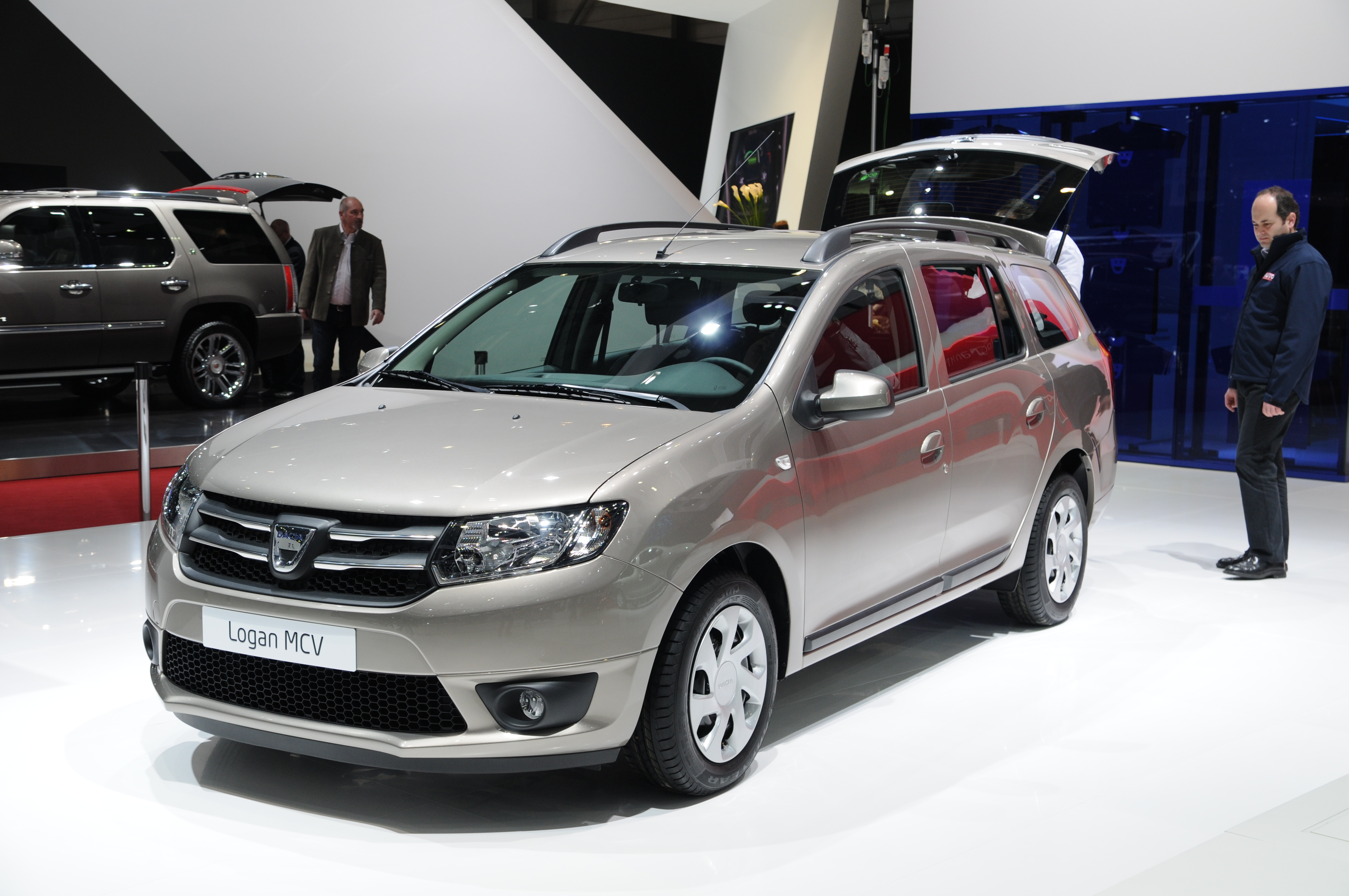
Andra generationens Dacia Logan MCV (2013)

2012 kom andra generationens Dacia Logan. Kombiversionen MCV (nu med betydelsen Maximum Capacity Vehicle) lanserades 2013.

## Galleri

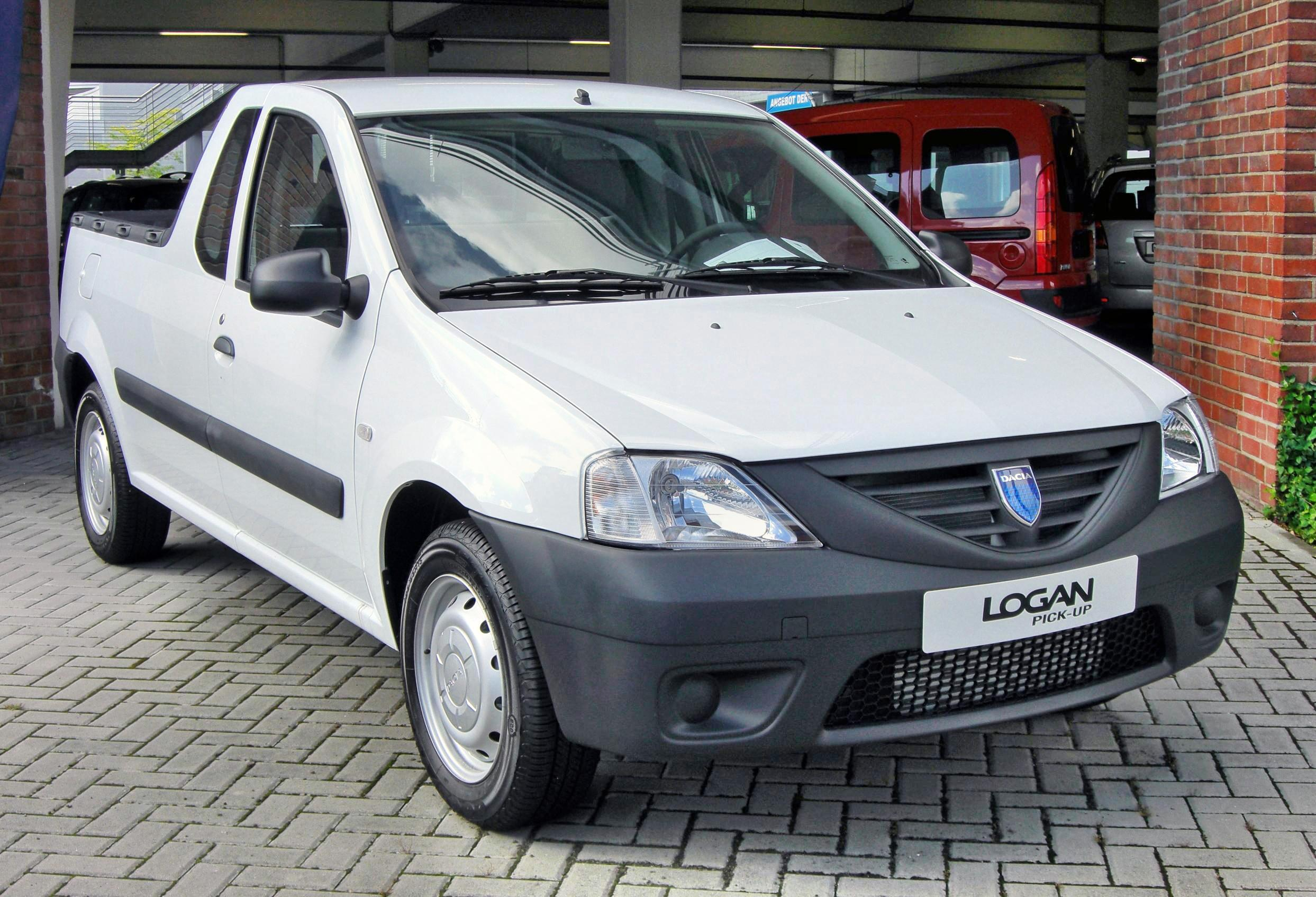
Dacia Logan Pickup
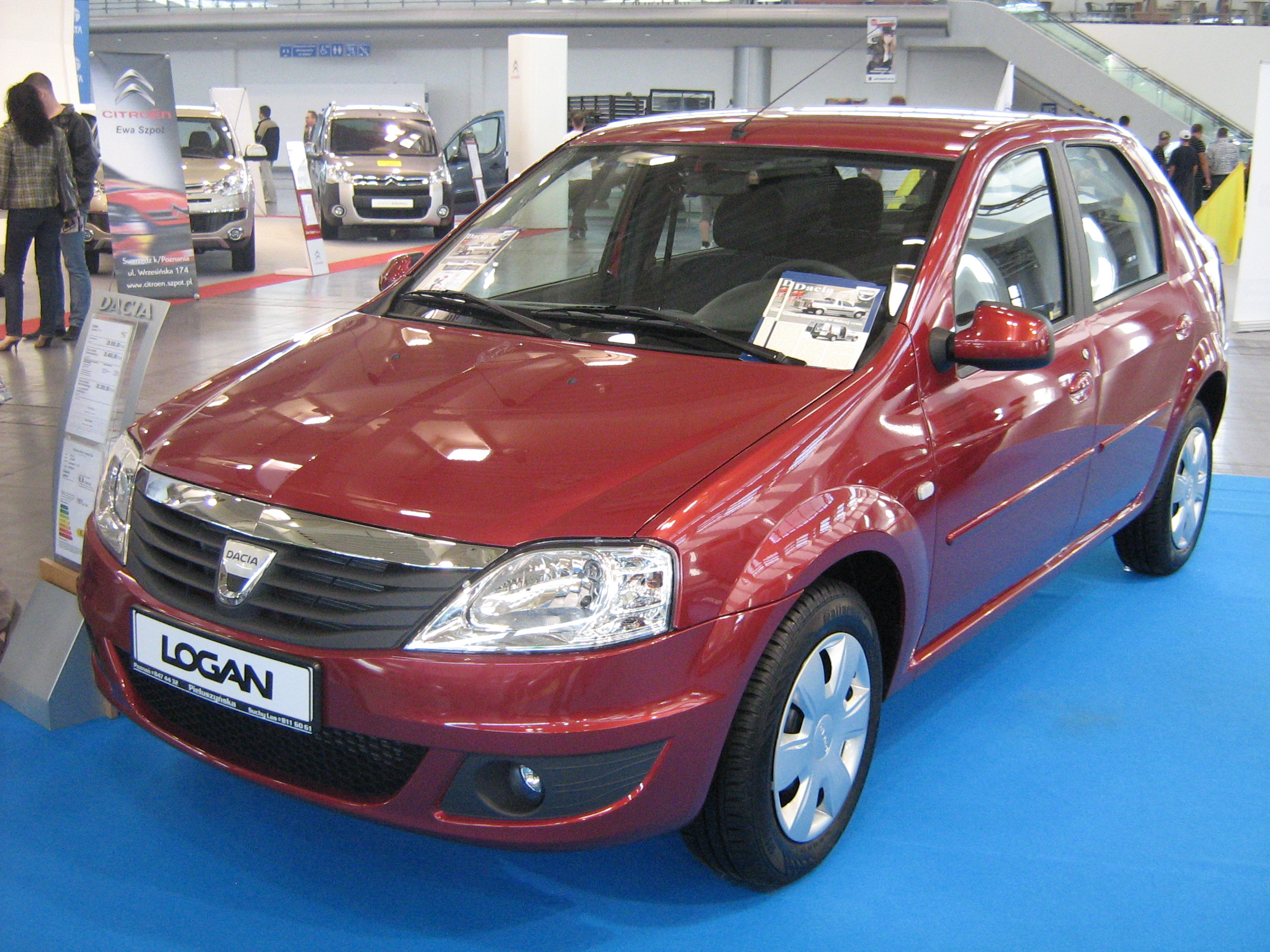
Dacia Logan efter 2009 års facelift
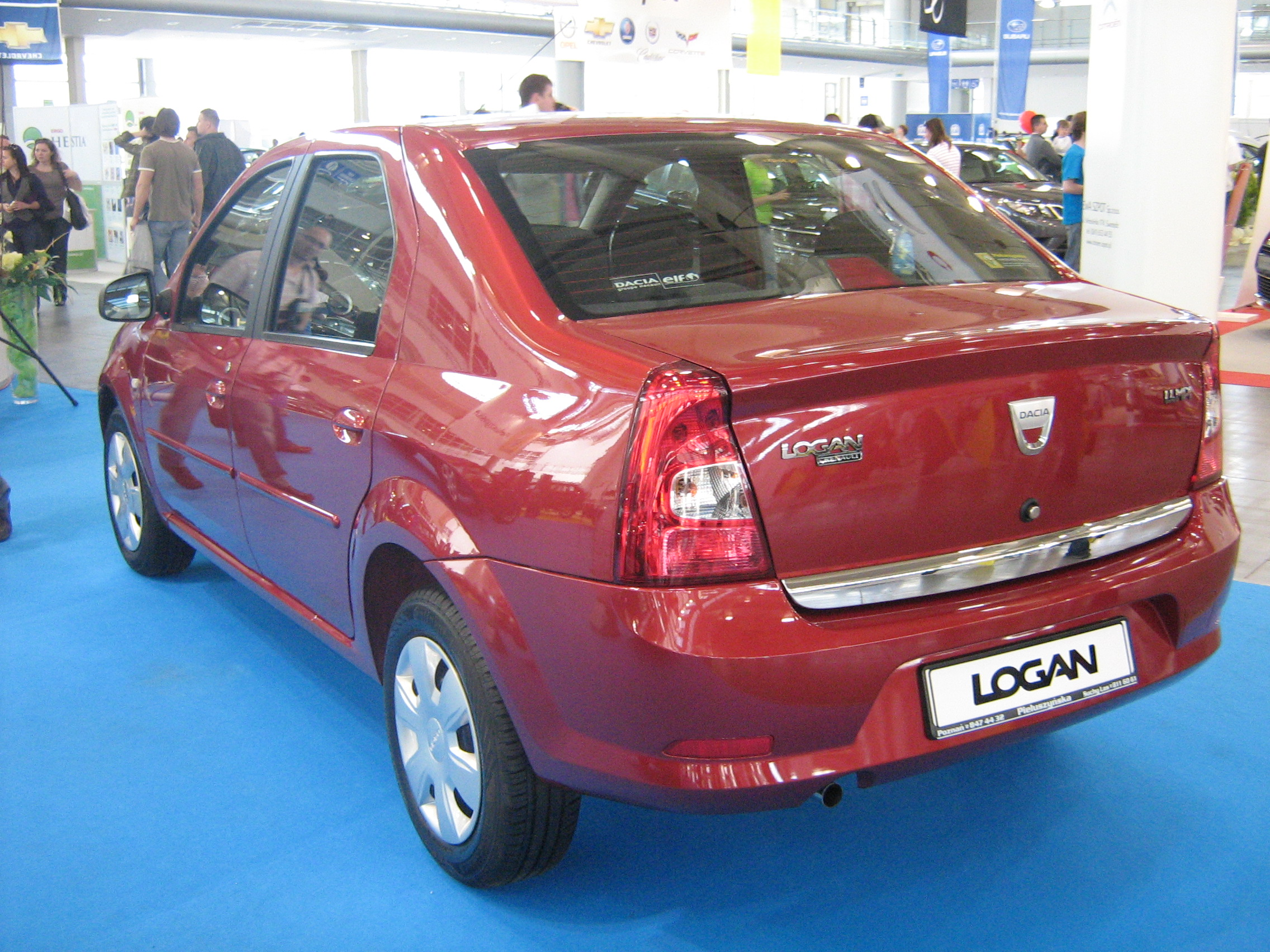
Dacia Logan efter 2009 års facelift